# Спальный район

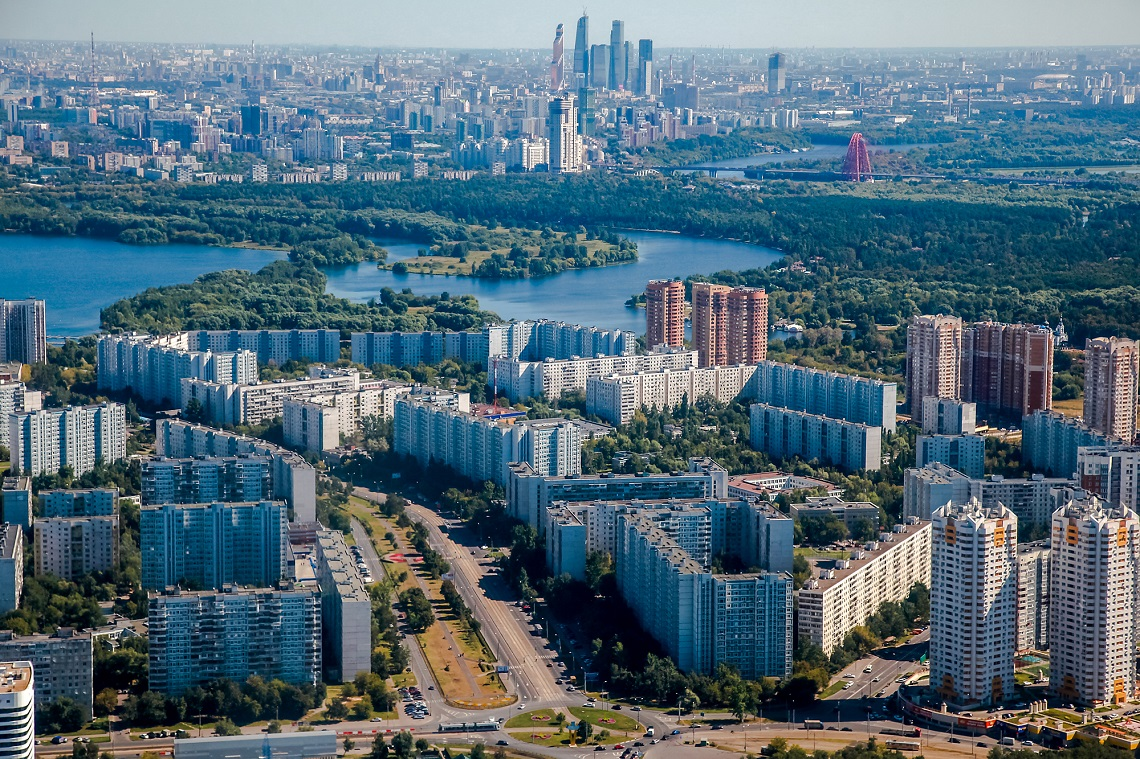
Москва, Таллинская улица, Строгино

Спа́льный райо́н — жилой район города (обычно в крупных мегаполисах или в их пригородах), жители которого ежедневно ездят на работу в деловой центр или в промышленный район города и возвращаются домой для того, чтобы переночевать (откуда и пошло название).
Как правило, спальные районы городов достаточно удалены от центра, где обычно располагаются офисы и места культурного досуга, но зато и цены на жильё в них существенно ниже, чем на квартиры и дома в престижных центральных районах.

## Спальные районы в городах бывшего СССР
Застройка спальных районов обычно шаблонная, заранее проектируется весь район, жилой фонд в своём подавляющем большинстве состоит из типовых многоэтажных панельных домов. В районе предусматривается минимальная инфраструктура для поддержания жизнедеятельности на должном уровне (магазины, школы, детские сады, организации здравоохранения, рекреационные объекты), но для работы и активного отдыха жители района выезжают в другие районы. Иногда инфраструктура магазинов дополняется или заменяется целиком одним или несколькими супермаркетами или гипермаркетами.

### Спальные районыМосквыиПодмосковья
В конце XX века типичными спальными районами Москвы считались Западное Дегунино, Восточное Дегунино, Бирюлёво Восточное, Бирюлёво Западное, Лианозово, Щукино, Бибирево, Митино, Медведково, Строгино, Чертаново, Ховрино, Алтуфьевский, Братеево, Солнцево, Коньково, Вешняки, Раменки, Новогиреево, Орехово-Борисово, Отрадное, Бескудниковский, Черёмушки и Ясенево, построенные на месте снесённых сёл и деревень, вошедших в состав города в 1960 году и позднее, либо на рекультивированных полях фильтрации, как Марьино. Они были застроены типовыми панельными домами высотой от 9 до 22 этажей. До станций метро жители добирались на автобусах и электричках. Культурно-досуговая инфраструктура, за исключением библиотеки, а в некоторых случаях, кинотеатра, в этих районах практически отсутствовала. За покупками жители районов отправлялись в центр города — в «ГУМ», «ЦУМ», универмаг «Детский мир», гастрономы на Смоленской площади, Лубянке, улице Горького (ныне — Тверская улица). В продовольственных магазинах в самих спальных районах ассортимент был скудный, до начала 90-х годов в продаже зачастую не было даже варёной колбасы. А трикотаж, костюмы и обувь можно было приобрести лишь в магазинах центра города.
Из-за депрессивной обстановки и отсутствия возможностей для культурного досуга молодёжи во многих районах развивались преступные группировки, к примеру, Солнцевская, Ореховская или Гольяновская ОПГ.
С начала XXI века ситуация изменилась. Теперь жители центра Москвы отправляются за покупками в спальные районы вдоль МКАД, где построены крупнейшие сетевые гипермаркеты, в которых продукты и промтовары дешевле. В самих спальных районах появились клубы, рестораны и кафе, а в некоторых (Строгино, Митино, Марьино, Отрадное, Бибирево, Бутово) проложены новые линии метро.
С начала XXI века строительство спальных районов в Москве вышло за пределы МКАД. Гигантские спальные районы с многоэтажными панельными домами строятся на пустырях близ подмосковных городов — «Павшинская Пойма» в городе Красногорск Московской области, где планируется проживание 50 000 жителей, «Новая Трёхгорка», или «Кутузовский» близ Одинцова, где на бывших колхозных полях построено 500 000 м². жилья. Строятся новые крупные спальные районы вблизи Долгопрудного, Мытищ, Балашихи, Химок, Голицына и бывшего совхоза «Московского». Подавляющее большинство жителей этих новых районов Московской области работает в Москве.

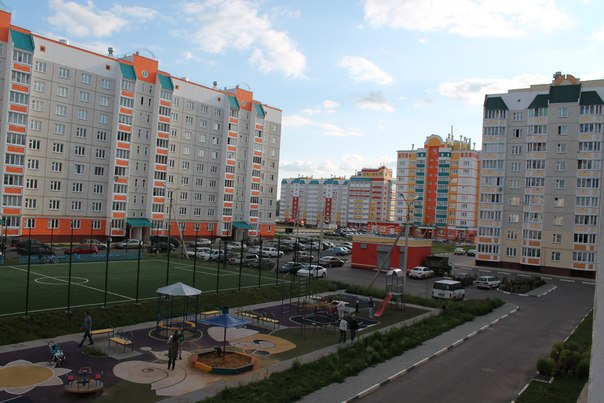
Спальный район провинциального города России (Пробуждение, Орёл, 2013 г.)

### Спальные районыСанкт-Петербурга
Начиная со второй половины 1960-х годов в Ленинграде массовое жилое строительство окончательно вышло за пределы довоенных границ города. Жилые районы начали возводиться на месте колхозных полей, болот, пустырей, военных полигонов и аэродромов времён ВОВ. Для застройки этого периода характерны более редкая по сравнению с историческим центром опорная уличная сеть, прямоугольная форма кварталов и тотальное преобладание типовых проектов среди всех категорий возводимых зданий. В новые районы сразу тянутся линии общественного транспорта. То же касается и метрополитена, но он заметно отстаёт, и даже сегодня некоторые из возведённых в советский период районов остаются им неохваченными (Полюстрово, Ржевка-Пороховые, Юго-Запад, Ульянка, целиком Красносельский, Петродворцовый, Кронштадтский, Колпинский, Пушкинский, Курортный районы).
В 1965—1973 годах застраиваются Полюстрово, Гражданка, северная часть Купчина, Весёлый Посёлок, Ульянка, Лигово и Сосновая Поляна. Массово возводятся здания типовых серий: панельных (5-этажные 504, 507, 502В; 9-этажные 602В, 600А, 606В) и кирпичных (9-этажные 528КП-40 и 528КП-41).
В начале 1970-х годах было прекращено возведение 5-этажных «хрущёвок», фоновая застройка выросла до 9 этажей (панельные серии 600А, 606М, 504Д, 602У), а здания высотой 12-16 этажей перестали быть редкостью. Качество панели улучшилось, отчасти поэтому и общественные здания начинают возводиться из панели. В 1973—1981 годах строительство велось в районах Комендантский аэродром, Шувалово-Озерки, северной части Невского района, южном Купчино и на Юго-Западе, на намытых территориях в западной части Василеостровского района.
В 1980-е годы получают массовое распространение серии 137, 600.11, 606М, 504Д; ими застраиваются Долгое Озеро, Ржевка-Пороховые, Рыбацкое, продолжается строительство на Юго-Западе, в западной части Шувалово-Озерков и в юго-восточном Купчине.
В 1990-е годы общий кризис затрагивает и строительную отрасль, объёмы вводимого жилья резко падают, некоторые ДСК становятся банкротами. В это время новые кварталы возводятся по инерции, согласно схемам, разработанным в предыдущие годы. Продолжается возведение панельных домов 137, 600.11, 606.11, 504Д2 серий, также получает распространение кирпичные дома (индивидуальный проект). По объёму вводимого жилья лидирует Приморский район, где ведётся застройка Долгого Озера, Северо-Приморской части, Коломяг.
В 2000-е годы наблюдается бурный прогресс в сфере торговли и услуг, уже сформированные кварталы «обрастают» торговыми и торгово-развлекательными комплексами. Получает широкое распространение технология монолитного возведения зданий, высота фоновой застройки в новых кварталах возрастает до 16-25 этажей. Массовое жилое строительство ведётся в Северо-Приморской части Приморского района и на Юго-Западе, начинают застраиваться пригороды, особенно прилегающие к станциям метрополитена — Парнас, Девяткино, а также Шушары, Новогорелово, Славянка и др. Также, в уже существующих спальных районах активно ведётся «уплотнительная застройка».

## Спальные районы в США

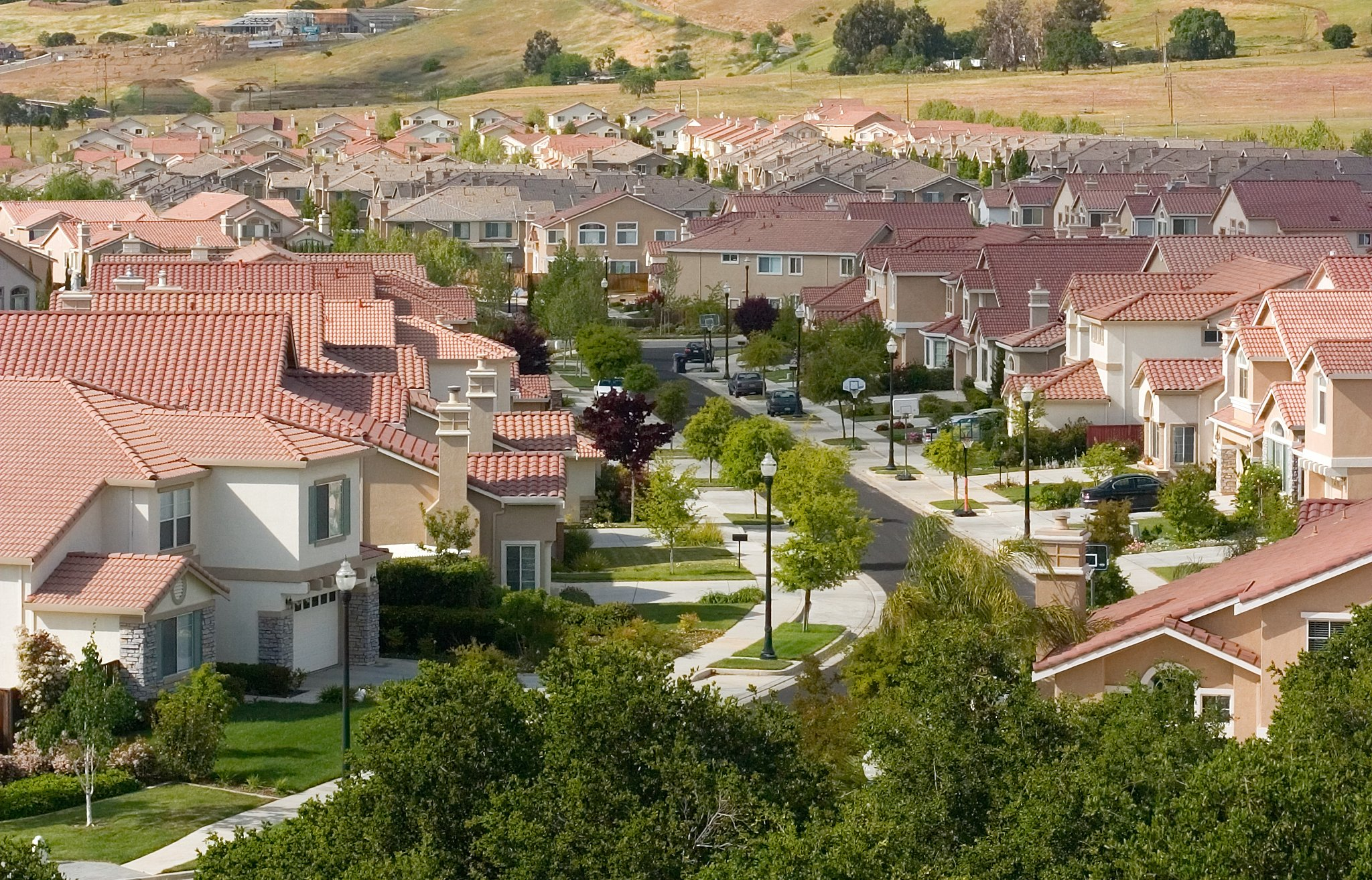
Пригород Сан-Хосе (Калифорния)

В США с 1945 по 1954 год 9 млн человек переехали жить из городов в пригороды. К 1976 году в пригородах жило больше американцев, чем в больших городах или в сельской местности. Пригороды застроены одно- и двухэтажными домами на одну семью.